# Zömök csavarcsiga
A zömök csavarcsiga (Mastus bielzi) a Keleti-Kárpátok erdeiben élő szárazföldi csigafaj.

## Megjelenése
A zömök csavarcsiga háza 16-24 magas és 7–10 mm széles, hegyes kúp alakú, kb. 7 kanyarulatból áll. A héj vöröses árnyalatú szarubarna színű, sűrűn rovátkolt. A szájadék az utolsó kanyarulaton vékony fehér hártyával folytatódik.

## Elterjedése és életmódja
Csak a Keleti-Kárpátokban él Kárpátalján és Erdélyben. Viszonylag nagy területről, de mindössze tizenhárom helyről írták le (Torockó, Kolozsvár, Szamosújvár, Dés, Füzesi erdő, Apanagyfalu, Görgényszentimre, Romosz, Szvidivec, Huszt, Sztrojne, Kostej és Brassó). Magyarországi előfordulása bizonytalan.
Lombhullató erdők avarában, sziklák vagy kidőlt fatörzsek alatt lehet rátalálni 300 és 900 méteres magasság között. Mészkerülő. A felszínre csak esők után merészkedik.
Bár ritka faj, de nagy elterjedési területe miatt a Természetvédelmi Világszövetség Vörös listáján nem fenyegetett státusszal szerepel. Élőhelyeire az erdőirtás lehet veszéllyel.